# Salve Regina de Bonis
Pour l’article homonyme, voir Salve Regina.
Le Salve Regina, op. 169, est une œuvre de Mel Bonis.

## Composition
Mel Bonis compose son Salve Regina pour soprano et contralto en chœur avec accompagnement d'orgue. L'œuvre est dédiée à M. l'abbé Gardette.

## Sources
Étienne Jardin, Mel Bonis (1858-1937) : parcours d'une compositrice de la Belle Époque, 2020 (ISBN 978-2-330-13313-9 et 2-330-13313-8, OCLC 1153996478, lire en ligne)